# アルタフィヨルド
アルタフィヨルド（英語：Alta Fjord; ノルウェー語：Altafjorden）は、ノルウェーのフィンマルク県アルタにあるフィヨルドである。38 kmの長さのフィヨルドは、アルタの町が存在する、シュティルノヤ島とセイランド島の南部まで伸びている。200 kmの長さのアルタエルバ川は、アルタの町のフィヨルドに注ぐ。Stjernøya島とSeiland島では、フィヨルドは2つの海峡に分かれてから、ノルウェー海に出る。主となるフィヨルドから離れた大きな側枝には、ラングフィヨルド、コフィヨルド、コルスフィヨルドなどがある。
フィヨルドは歴史的に「アルテンフィヨルド」として知られており、20世紀のほとんどを通してイギリスの歴史家によってそのように呼ばれていた。  

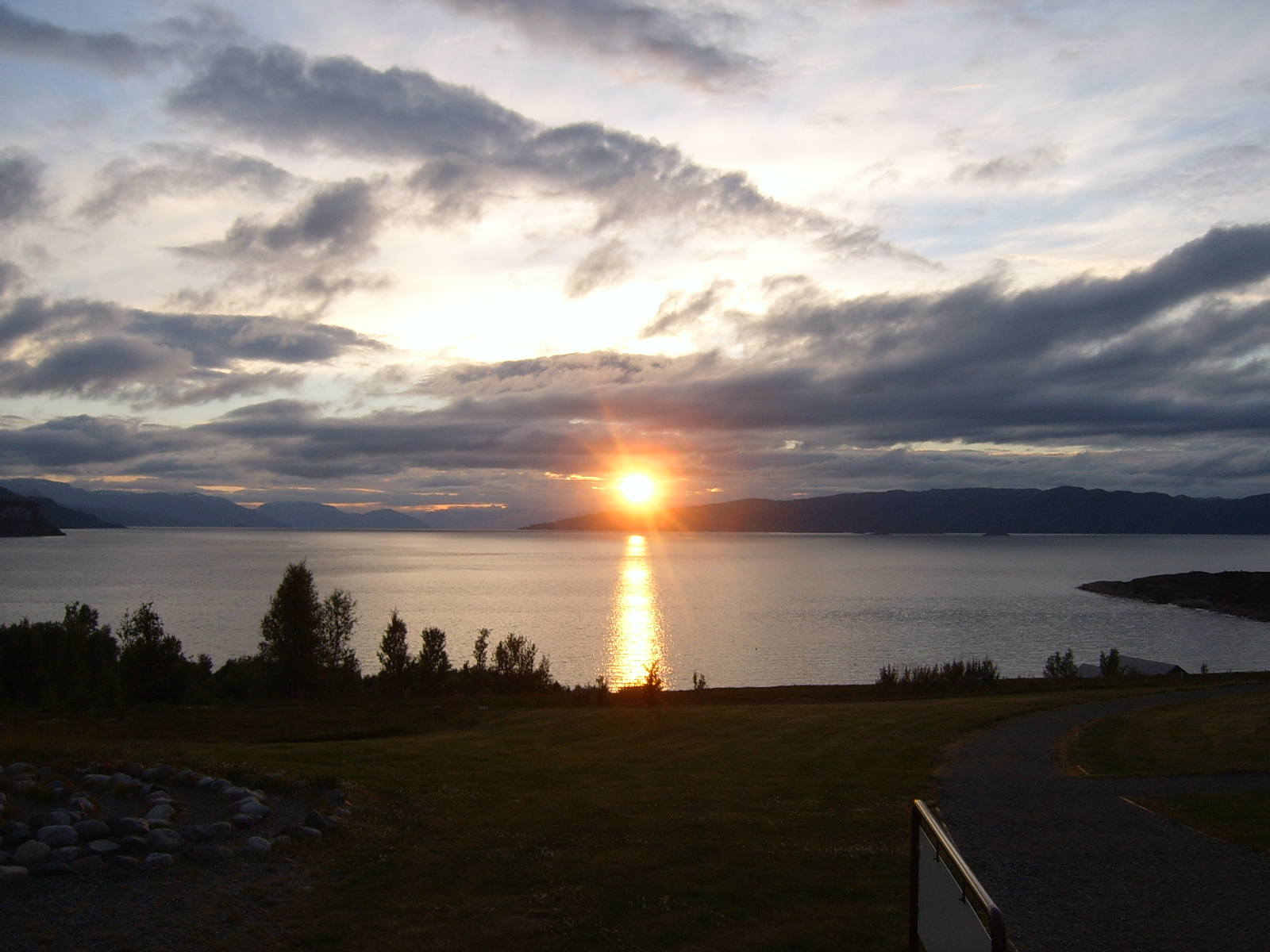
アルタフィヨルドの白夜

## 歴史

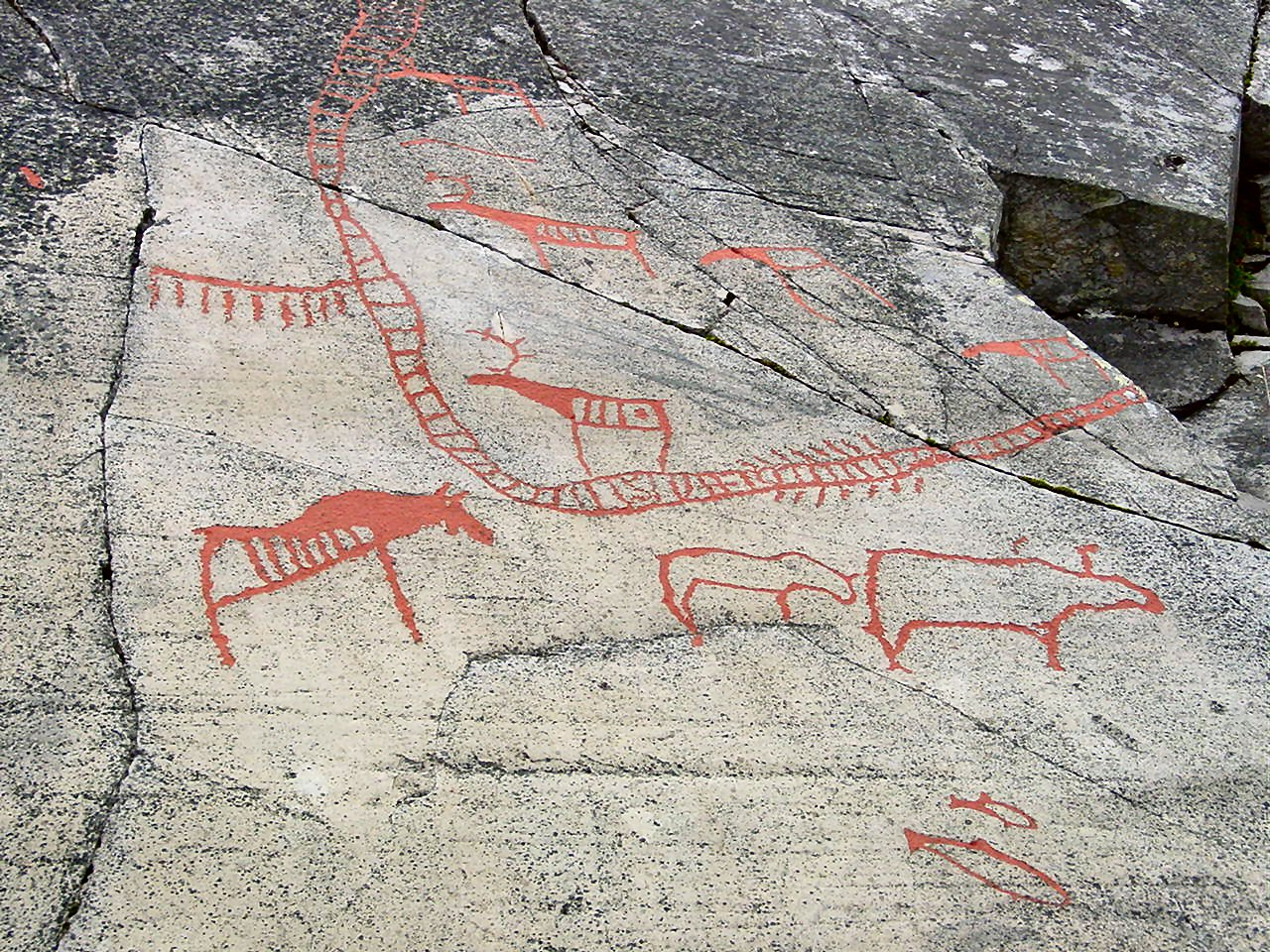
岩面刻画

### 先史時代の文化
フィヨルド沿い、特にジエプマルオクタ湾では、先史時代に制作された岩面刻画が数多く発見されている。これらは紀元前4200年から紀元前500年頃までに描かれた。ユネスコの世界遺産にも登録されている。

### 第二次世界大戦
第二次世界大戦中、主となるアルタフィヨルドから分岐するコーフィヨルドに沿ってドイツ海軍の基地があり、ドイツの戦艦ティルピッツが拠点としていた。イギリス軍はティルピッツを沈めるために、1943年9月（ソース作戦）、1944年4月（タングステン作戦）、7月（マスコット作戦）、8月（グッドウッド作戦）、9月（パラヴェーン作戦）においてX艇による攻撃及び航空爆撃を行った。その後、ティルピッツはトロムソに移され、11月の最後の爆撃（カテキズム作戦）で沈没した。